# .dj

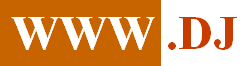
Representação do .dj em um domínio basico

.dj (Djibouti) é o código TLD (ccTLD) na Internet para o Djibuti. Esta TDL foi muito comercializado para sites relacionados com música, visto que usa o mnemônico "DJ", que significa disc jockey.